# Hartmut Sieckmann

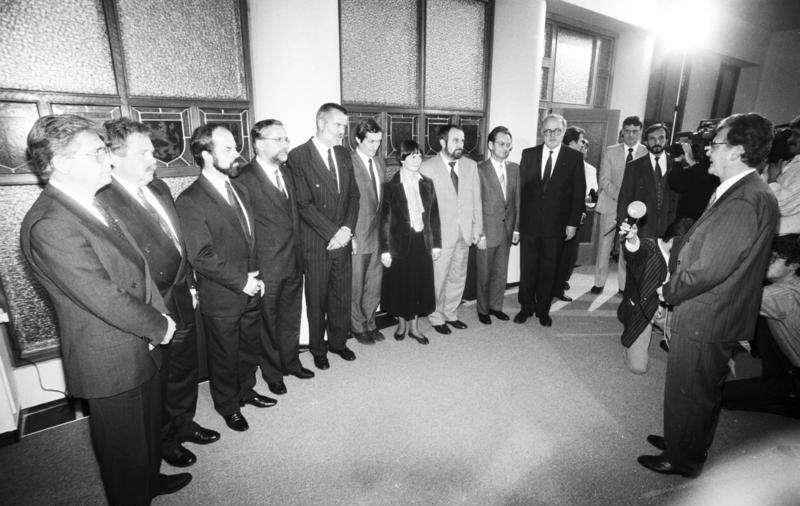
Kabinett Duchač 1990, H. Sieckmann (dritter von links)

Hartmut Sieckmann (* 19. August 1943 in Bautzen) ist ein deutscher Ingenieur und Politiker (FDP).

## Leben
Hartmut Sieckmann wurde als Sohn eines Juristen geboren. Nach dem Schulbesuch in Weimar absolvierte er von 1960 bis 1963 eine Ausbildung zum Werkzeugmacher. Daneben bildete er sich an der Volkshochschule fort und nahm nach bestandenem Abitur 1963 ein Studium des Maschinenbaus an der Technischen Universität Dresden auf, das er 1969 mit der Prüfung als Diplom-Ingenieur abschloss. Er arbeitete von 1970 bis 1989 als Projektierungsingenieur beim VEB Robotron und durchlief von 1984 bis 1986 ein Postgraduales Studium als Fachingenieur für Reinhaltung der Luft an der Technischen Hochschule für Chemie in Merseburg.
Nach der politischen Wende in der DDR zählte Sieckmann im Januar 1990 zu den Mitbegründern der FDP Thüringen. Von 1990 bis 1998 war er Mitglied des Landesvorstandes und von 1990 bis 1994 stellvertretender Landesvorsitzender der Thüringer Liberalen. Bei der ersten freien Landtagswahl 1990 trat er als Spitzenkandidat seiner Partei, die 9,3 % der Wählerstimmen auf sich ziehen konnte, an und wurde als Abgeordneter in den Thüringer Landtag gewählt, dem er bis 1994 angehörte.
Sieckmann wurde am 8. November 1990 als Staatsminister für Umwelt und Landesplanung in die von Ministerpräsident Josef Duchač geführte Regierung (Kabinett Duchač) berufen und gehörte seit dem 5. Februar 1992 auch der von Ministerpräsident Bernhard Vogel geleiteten Folgeregierung an. Nach der Wahlniederlage der FDP bei der Landtagswahl 1994 und der Bildung einer Großen Koalition aus CDU und SPD schied er am 30. November 1994 aus der Landesregierung aus. Das Ministerium für Umwelt und Landesplanung wurde aufgelöst und dem Thüringer Ministerium für Umwelt und Landwirtschaft unter der Leitung von Volker Sklenar (CDU) zugeordnet.
Von 1994 bis zu seinem Eintritt in den Ruhestand 2008 arbeitete Sieckmann als Prokurist bei Firmen in Weimar und Schwarza.